# Roccella Valdemone
Roccella Valdemone – miejscowość i gmina we Włoszech, w regionie Sycylia, w prowincji Mesyna.
Według danych na rok 2004 gminę zamieszkiwały 842 osoby, 21,1 os./km².